# Drilliola megalacme
Drilliola megalacme is een slakkensoort uit de familie van de Borsoniidae. De wetenschappelijke naam van de soort is voor het eerst geldig gepubliceerd in 1906 door Sykes.